# Syntechna
Syntechna är ett släkte av insekter. Syntechna ingår i familjen vårtbitare.
Kladogram enligt Catalogue of Life:
| Syntechna | \| \| Syntechna angulata \| \| \| \| \| \| Syntechna divisa \| \| \| \| \| \| Syntechna olivaceoviridis \| \| \| \| \| \| Syntechna tarasca \| \| \| \| |
|           | \| \| Syntechna angulata \| \| \| \| \| \| Syntechna divisa \| \| \| \| \| \| Syntechna olivaceoviridis \| \| \| \| \| \| Syntechna tarasca \| \| \| \| |
|           | Syntechna angulata |
|           | |
|           | Syntechna divisa |
|           | |
|           | Syntechna olivaceoviridis |
|           | |
|           | Syntechna tarasca |
|           | |